# Liste der Bodendenkmale in Maasen
In der Liste der Bodendenkmale in Maasen sind die Bodendenkmale der niedersächsischen Gemeinde Maasen aufgeführt. Die Quelle ist der Denkmalatlas Niedersachsen.
- Bitte beachten Sie, dass diese Liste keinen Anspruch auf Vollständigkeit erhebt.
- Die Angaben ersetzen nicht die rechtsverbindliche Auskunft der zuständigen Denkmalschutzbehörde.
- Es sind nur Daten aus dem Denkmalatlas verarbeitet.
- Der Stand der Liste ist der 25. Mai 2025.

Maasen im Landkreis Diepholz

## Allgemein
In den Spalten finden sich folgende Informationen des Bodendenkmales:
| Lage         | geographische Koordinaten                                                           |
| Bezeichnung  | Bezeichnung lt. Denkmalatlas                                                        |
| Beschreibung | Beschreibung lt. Denkmalatlas                                                       |
| ID           | Objekt-ID                                                                           |
| Bild         | Bild, ggf. zusätzlich mit Link zu weiteren Fotos im Medienarchiv Wikimedia Commons. |

## Maasen
| Lage                        | Bezeichnung           | Beschreibung | ID       | Bild |
| --------------------------- | --------------------- | --- | -------- | ---- |
| 52° 41′ 37″ N, 8° 51′ 21″ O | Maasen 1, Grabhügel   | Größe ca. 17 × 16 m und Höhe ca. 1 m. Oberfläche gemuldet. | 35612552 | BW   |
| 52° 41′ 38″ N, 8° 51′ 23″ O | Maasen 2, Grabhügel   | Durchmesser ca. 17 m und Höhe ca. 0,7 m. Mittig ein Findling sekundär auf der Kuppe im Verlauf eines alten Waldwegs aufgestellt worden. | 35612583 | BW   |
| 52° 41′ 35″ N, 8° 51′ 27″ O | Maasen 3, Grabhügel   | Durchmesser ca. 17 m und Höhe ca. 0,8 m. In der Kuppe ein kleiner Kopfstich von 2,1 m Durchmesser und 0,2 m Tiefe. Fahrspur von Norden nach Süden. | 35612593 | BW   |
| 52° 41′ 35″ N, 8° 51′ 29″ O | Maasen 4, Grabhügel   | Durchmesser ca. 15 m und Höhe ca. 1,5 m. In der Kuppe ein kleiner Kopfstich mit 2 m Durchmesser bei 0,2 m Tiefe. | 35612603 | BW   |
| 52° 41′ 33″ N, 8° 51′ 27″ O | Maasen 5, Grabhügel   | | 35612613 | BW   |
| 52° 41′ 42″ N, 8° 51′ 29″ O | Maasen 8, Grabhügel   | Durchmesser ca. 15 m und Höhe ca. 0,7 m. Westliches Viertel abgepflügt und über östlichen Hangfuß verläuft eine moderne Fahrspur. Im Süden in die Wallhecke integriert. | 35612670 | BW   |
| 52° 41′ 44″ N, 8° 51′ 32″ O | Maasen 9, Grabhügel   | Größe ca. 14 × 10 m und Höhe ca. 0,6 m. Quer über die nördlichen zwei Drittel verläuft der Grenzwall, der sekundär stark ausplaniert wurde. | 35612680 | BW   |
| 52° 41′ 44″ N, 8° 51′ 33″ O | Maasen 10, Grabhügel  | Durchmesser ca. 150 m und Höhe ca. 0,5 m. Am südwestlichen Fuß eine Eingrabung von 1 m Dm. bei 0,2 m Tiefe, auf der Kuppe ein kleines Kopfloch von 2 m Dm. bei 0,2 m Tiefe. Östliche Hälfte unter Stubbenhügel verschwunden. | 35612690 | BW   |
| 52° 41′ 31″ N, 8° 51′ 37″ O | Maasen 24, Grabhügel  | Durchmesser ca. 15,5 m und Höhe ca. 0,6 m. Auf eine West-Ost verlaufende Düne aufgesetzt. | 38559463 | BW   |
| 52° 41′ 42″ N, 8° 51′ 10″ O | Maasen 25, Heidenwall | Vom Heidenwall hat sich ein kurzer und stark beschädigter Abschnitt im Wald südlich des abgegangenen alten Hofes Küfe erhalten. Insgesamt 179 m lang. Durch Überpflügen stark in die Breite gegangen und hat eine Basisbreite von 8 m bei einer Höhe von 0,3 m. Die Gräben sind noch 5,5 – 6 m breit und dabei 0,2 – 0,3 m tief. Dementsprechend im Gelände nur noch schwer erkennbar. Der Wall umgab den heute nicht mehr bestehenden Hof Küfe und sein unmittelbares Umland. | 38963090 | BW   |
| 52° 40′ 40″ N, 8° 54′ 24″ O | Maasen 40, Landwehr   | Ursprünglich 330 m lang und sperrte die B 214. Heute hat sich in einem dreieckigen Waldstück nur noch ein 60 m langer Rest der Landwehr erhalten: Drei Wälle und zwei dazwischengelegene Gräben. Durch Anschüttungen von Erdreich sowie Einplanierungen ist der Befund nicht durchgehend in dieser Form erhalten bzw. stark überformt. - Westlicher Wall 6 – 9 m breit, 0,4 – 0,5 m hoch. - Westlicher Graben 4,4 – 4,7 m breit, 0,2 – 0,3 m tief. - Mittlerer Wall 6 – 8 m breit, 0,2 – 0,4 m hoch. - Östlicher Graben 2,7 – 3 m breit, 0,1 – 0,2 m tief. - Östlicher Wall 7 m breit, 0,4 m hoch. | 39317188 | BW   |